# Echo (команда)
echo (от англ. echo — эхо) — команда Unix, предназначенная для отображения строки текста. Команда echo выводит текст на стандартное устройство вывода. Также используется в PHP.

## Реализации
Команда доступна в таких операционных системах, как: Multics, TSC FLEX, MetaComCo TRIPOS, Zilog Z80-RIO, Microware OS-9, DOS, Acorn Computers Panos, Digital Research FlexOS, IBM OS/2, Microsoft Windows, ReactOS, HP MPE/iX, KolibriOS, SymbOS, Unix, а также в других Unix-подобных операционных системах.
Многие оболочки, включая все Bourne-подобные оболочки (такие как Bash или zsh) и такие Csh-подобные оболочки, как COMMAND.COM и cmd.exe используют echo как встроенную команду.
Команда также доступна в EFI shell.

## История
История команды echo началась в составе операционной системы Multics. После того, как команда была написана на Си Дагом Макилроем в качестве «упражнения для пальцев» и оказалась полезной, она стала частью Версии 2 Unix. Команда echo -n в Версии 7 UNIX была заменена на команду prompt, (которая вела себя как echo, но без завершения вывода разделителем строк).
В операционной системе MS-DOS команда echo доступна в версиях 2 и новее.
В настоящее время существует несколько несовместимых реализаций команды echo в разных операционных системах (часто даже несколько в одной операционной системе). Так, некоторые из реализаций echo расширяют escape-последовательности по умолчанию, а некоторые нет; некоторые из реализаций echo принимают параметры (список которых зависит от реализации), а некоторые из них нет.

## Синтаксис
```
$
 
echo
 
[
параметры
]
 
wikipedia
wikipedia

параметры:
 
-n
 
-
 
не
 
переносить
 
строку

           
-e
 
-
 
интерпретировать
 
Escape-последовательности

           

справка
 
по
 
команде:
$
 
man
 
echo

ECHO
(
1
)
 
User
 
Commands
 
ECHO
(
1
)

NAME

       
echo
 
-
 
display
 
a
 
line
 
of
 
text

SYNOPSIS

       
echo
 
[
SHORT-OPTION
]
...
 
[
STRING
]
...

       
echo
 
LONG-OPTION

DESCRIPTION

       
Echo
 
the
 
STRING
(
s
)
 
to
 
standard
 
output.

       
-n
     
do
 
not
 
output
 
the
 
trailing
 
newline

       
-e
     
enable
 
interpretation
 
of
 
backslash
 
escapes

       
-E
     
disable
 
interpretation
 
of
 
backslash
 
escapes
 
(
default
)

       
--help
 
display
 
this
 
help
 
and
 
exit

       
--version

              
output
 
version
 
information
 
and
 
exit

```

Может служить для записи строки в файл, если используется > файл будет перезаписан, если >> строка будет дописана в конец файла.
```
$
 
echo
 
"string"
 
>
 
filename
$
 
cat
 
filename
string

```

В PHP синтаксис такой:
```
<?php
 
echo
 
'Wikipedia'
;
 
?>

Покажет на странице 'Wikipedia'

```